# Francis Hauksbee

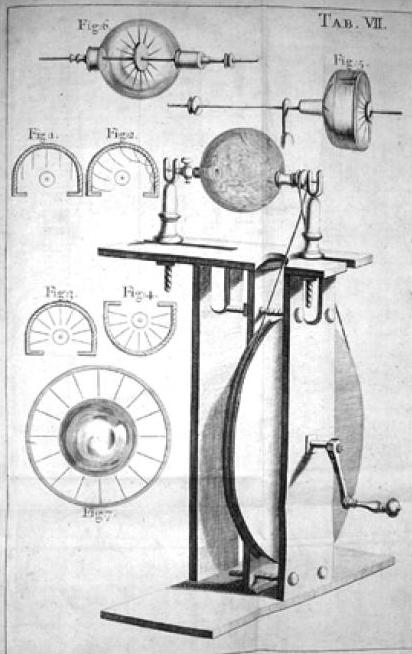
Generador de electricidad estática construido por Francis Hawksbee. Tomado de Physico-Mechanical Experiments..., 2ª Ed., London, 1719.

Francis Hauksbee el viejo (1660–1713), también llamado Francis Hawksbee, fue un científico inglés del siglo XVIII, miembro de la Royal Society. Se lo conoce principalmente por sus trabajos en electricidad y repulsión electrostática.
Alrededor del primer lustro del siglo XVIII, Hauksbee perfeccionó el  generador electrostático de Otto von Guericke al reemplazar su esfera de azufre por una de vidrio. También descubrió que si colocaba una pequeña cantidad de mercurio sobre la esfera de vidrio, hacía el vacío en su ambiente, generaba una carga electrostática y luego aproximaba una mano desde el exterior, se generaba un resplandor azulado. Su intensidad luminosa era suficiente como para leer un escrito, y se asemejaba al fuego de San Telmo que suele aparecer sobre los mástiles de los barcos durante las tormentas.
En base de este fenómeno luminoso se desarrollaron más tarde la lámpara de neón, el tubo fluorescente, la lámpara de vapor de mercurio, la de sodio, la de haluro metálico, la de luz de Wood o luz negra, etc.
En 1709 publicó su escrito Experimentos fisicomecánicos en distintos asuntos (en inglés), que describía muchos de sus trabajos sobre la electricidad; la segunda edición salió en 1719, después de su muerte.